# ホッジャ主義
ホッジャ主義（ホッジャしゅぎ、アルバニア語: Hoxhaizmi, 英語: Hoxhaism）は、1970年代後半の中ア対立により生まれ、1978年の中国共産党とアルバニア労働党のイデオロギー論争後にエンヴェル・ホッジャが唱えた反修正主義、マルクス・レーニン主義の変種のひとつである。

## 概要
ホッジャ主義はマルクス・レーニン主義の国際的な傾向からは区別され、時に国際主義を強めて非同盟となったチトー主義と比較される。後述のように、ホッジャ主義とチトー主義は対立関係にあった。ホッジャ主義は、ヨシフ・スターリンの定義したマルクス・レーニン主義(スターリン主義)の教条を厳格に守り、他の全ての共産主義の派閥を「修正主義」と激しく異端視することで自らの絶対的な正しさを示そうとするものであり、その孤立主義的な傾向は究極的にアルバニア人民共和国の鎖国をもたらした。
ホッジャはアメリカ、ソ連、ユーゴスラビアに対して批判的であり、ソ連、ユーゴスラビアに対しては「社会帝国主義者」というレッテルを貼った。ホッジャ主義はチトー主義と同様にソ連が社会主義陣営を主導することに対して批判的だったが、ホッジャ自身は非同盟運動に共鳴するチトー主義をマルクス主義に背くと考えていた。
1968年のソ連によるチェコスロバキア侵攻を非難したのち、アルバニアはワルシャワ条約機構を脱退し、中国に接近して1971年には国際連合でアルバニア決議を共同提案して国際社会で中国が確固たる立場を築くのに一役を買うも1972年のニクソン大統領の中国訪問を契機に中国がアメリカや反共的な国々に接近したことに批判を強め、1976年には毛沢東の葬儀に出席するも後継者の華国鋒らが3つの世界論に基づく外交をさらに展開したことに対して中国を「第三世界の超大国」にさせることを目論んでいるとホッジャは非難し、1978年に鄧小平が改革開放路線を採用すると中国から援助を打ち切られた（中ア対立）。領土問題を抱えるユーゴスラビアとの対立は続き、西欧の左派陣営が採択していたユーロコミュニズム路線もホッジャは批判、更に同様のソ連と距離を置いていたルーマニアのニコラエ・チャウシェスク、北朝鮮の金日成に対してもマルクス・レーニン主義に反すると否定したアルバニアは「世界唯一のマルクス・レーニン主義国家」であるとした。このため、1980年代以降のアルバニアは実質的に他国との関係が一切閉ざされる状態が続いた。
アルバニア労働党とその支持者たちは、主にラテンアメリカ（コロンビアのコロンビア人民解放軍、エクアドルのマルクス・レーニン主義共産党、ブラジル共産党など）において、大きな位置を占めていた毛沢東主義派に対して、イデオロギー的に勝利することに成功した。また、彼らはかなり大きな国際的支持を受けた。ホッジャとアルバニア労働党のように、「反修正主義」を掲げ、旧来のマルクス・レーニン主義解釈を維持する者が各国の共産党に現れ、そうした一派は「アルバニア派」と呼ばれた。
1991年、アルバニアの労働党政権が崩壊すると、旧アルバニア労働党員たちはマルクス・レーニン主義党・組織国際協議会（ICMLPO/統一と闘争）を中心に活動するようになった。

## ホッジャ主義政党の一覧

### 活動中の政党
- アルバニア: アルバニア共産党 (1991年)
- ベナン: ベニン共産党、マルクス・レーニン主義ベニン共産党
- ブラジル: ブラジル革命的共産党
- ブルキナファソ: ヴォルタ革命共産党
- カナダ: カナダ共産党 (マルクス・レーニン主義)
- チリ: チリ共産党 (プロレタリア行動)
- コロンビア: コロンビア共産党 (マルクス・レーニン主義)、コロンビア人民解放軍（ゲリラ組織）
- コートジボワール: コートジボワール革命的共産党
- デンマーク: 労働者共産党
- ドミニカ共和国: 労働共産党
- エクアドル: エクアドル・マルクス・レーニン主義共産党
- フランス: フランス労働者共産党
- ギリシャ: 1918年-1955年のギリシャ共産党を再編成する運動
- インド: インド共産主義ガダル党
- イラン: イラン労働党
- イタリア: コミュニスト・プラットフォーム
- マリ: マリ労働党
- メキシコ: メキシコ共産党 (マルクス・レーニン主義)
- ニカラグア: マルクス・レーニン主義人民行動運動
- スペイン: スペイン共産党 (マルクス・レーニン主義)
- トーゴ: トーゴ共産党
- チュニジア: チュニジア労働党
- トルコ: トルコ革命的共産主義者党、マルクス・レーニン主義共産党 (トルコ)
- イギリス: イギリス革命的共産党 (マルクス・レーニン主義)、イギリス共産主義者同盟
- アメリカ: アメリカ合衆国マルクス・レーニン主義組織
- ベネズエラ: ベネズエラ・マルクス・レーニン主義共産党

### 現在はホッジャ主義を掲げて活動していない政党
- アルバニア: アルバニア労働党
- ボリビア: ボリビア共産党（マルクス・レーニン主義）
- ブラジル: ブラジル共産党
- デンマーク: デンマーク共産党 (マルクス・レーニン主義)
- エチオピア: ティグライ・マルクス・レーニン主義同盟
- フェロー諸島: en:Oyggjaframi (M-L)
- ドイツ: ドイツ共産党（マルクス・レーニン主義）、ドイツ共産党（赤い朝）
- ギリシャ: ギリシャ マルクス・レーニン主義的共産主義者同盟
- アイスランド: 共産主義者連盟 (マルクス・レーニン主義)
- アイルランド: アイルランド共産党 (マルクス・レーニン主義)
- イタリア: イタリア共産党プロレタリアート組織
- 日本: 日本共産党（左派）
- オランダ: オランダ労働党 (創建組織)
- ニュージーランド: ニュージーランド共産党
- ノルウェー: 共産主義労働者同盟 (ノルウェー)、マルクス・レーニン主義者同盟 (ノルウェー)、革命的マルクス・レーニン主義者グループ
- ポルトガル: ポルトガル共産党 (再建派)
- スペイン: スペイン共産党（マルクス・レーニン主義）
- スリナム: スリナム共産党
- スウェーデン: スウェーデン共産党
- トリニダード・トバゴ: トリニダード・トバゴ共産党
- トルコ: トルコ共産党マルクス・レーニン主義運動
- アメリカ: 労働者革命組織、アメリカ合衆国マルクス・レーニン主義党
- ベネズエラ: 赤旗党